# Contact+
Contact+（こんたくとぷらす）は、日本の6人組男性アイドルグループ。2019年にCDデビューし、2020年に解散した。略称はコンプラ。コンセプトに「かっこかわいい」を掲げていた。

## 概要
2019年1月15日にお披露目され、活動を開始。結成時のメンバーはえつや、こうき、あき、ゆいと、えい、りゅうせいの6人。結成時メンバー6人全員が前身となるアイドルグループ「CrownClown」に所属しており、メンバー6人はグループの解散から約1週間後に「Contact+」として再始動する形となった。6人の内、こうき、あき、ゆいと、りゅうせいは「CrownClown」結成時からのメンバーである。後に4月からしきが加入し、7人体制となる。
同年8月31日に1stワンマンライブを神田明神ホールにて開催。2020年1月15日の1周年ライブにて、こうきがグループから卒業し6人体制になる。
2020年3月4日にシングル「アイコンタクト」でCDデビュー。
2020年12月29日に解散。

## メンバー
| 名前       | 誕生日   | 出身地   | 血液型 | カラー   | 活動期間                      | 備考                           |
| ---------- | -------- | -------- | ------ | -------- | ----------------------------- | ------------------------------ |
| えつや     | 3月2日   | 岐阜県   | O型    | レッド   | 2019年1月15日〜2020年12月29日 | せーぶぽいんと #らぶしっく兼任 |
| あき       | 10月26日 | 神奈川県 | 不明   | イエロー | 2019年1月15日〜2020年12月29日 | リーダー 現・双極スペクトラム  |
| ゆいと     | 5月7日   | 兵庫県   | A型    | ピンク   | 2019年1月15日〜2020年12月29日 | eye scream                     |
| えい       | 10月26日 | 長野県   | A型    | ホワイト | 2019年1月15日〜2020年12月29日 |                                |
| りゅうせい | 4月1日   | 鳥取県   | A型    | オレンジ | 2019年1月15日〜2020年12月29日 |                                |
| しき       | 5月25日  | 群馬県   | A型    | グリーン | 2019年4月9日〜2020年12月29日  | NEVERLAND                      |
| こうき     | 11月3日  | 岡山県   | A型    | パープル | 2019年1月15日〜2020年1月15日  | 夢喰neon                       |

## 作品
CDシングル
1. アイコンタクト（2020年3月4日発売）

デジタルシングル
1. Love Bell（2019年4月17日発売）
2. 片想いポーカーフェイス（2019年7月16日発売）

## 出演

### テレビ番組
- 顔ラン！[4]（2020年4月2日 - 、毎週土曜日20:00～20:30、TOKYO MX1） - メンバー全員出演